# Elvegårdsmoen
Elvegårdsmoen ist ein Truppenübungsplatz und eine Versorgungsbasis der norwegischen Streitkräfte etwa 15 km nördlich von Narvik in der norwegischen Provinz Nordland. Es liegt am Nordostende des Herjangsfjords, einem nördlichen Nebenarm des Ofotfjords, südöstlich des Dorfs Bjerkvik und auf der Südseite des kleinen Flusses Elvegårdselva. Westlich von Elvegårdsmoen, am Ufer des Fjords, verlaufen die hier einige Kilometer lang identischen Europastraßen E 6 und E 10.

## Zweiter Weltkrieg
Elvegårdsmoen war 1940 während der Schlacht um Narvik und der deutschen Besetzung Norwegens (Unternehmen Weserübung) von gewisser Bedeutung. Zunächst wurde es am 9. April von deutschen Gebirgsjägern der 3. Gebirgs-Division unter Generalmajor Eduard Dietl eingenommen, die von den Zerstörern Wolfgang Zenker, Erich Koellner und Hermann Künne am Ende des Herjangsfjords angelandet worden waren. Bei den darauf folgenden Kämpfen wurde es am 13. Mai von Truppen der französischen Fremdenlegion zurückerobert. Da das Deutsche Reich aber bereits am 10. Mai die Westoffensive gegen Frankreich eröffnet hatte, wurden die in Nordnorwegen kämpfenden alliierten Truppen ab dem 24. Mai abgezogen, um die Front in Frankreich zu verstärken. Die deutsche Wehrmacht konnte Narvik und Elvegårdsmoen deshalb im Juni wieder besetzen. Die Anlagen wurden während der Kämpfe teilweise durch Fliegerbomben zerstört, danach jedoch von den deutschen Besatzern genutzt und erweitert.

## Heutige Nutzung
Seit 2005 ist Elvegårdsmoen Hauptquartier des Heimwehr-Bezirks 16 Nord-Hålogaland.